# 新加坡—日本關係
新加坡－日本關係，是指歷史上的新加坡和日本（包括現在新加坡共和國與日本國）之間的雙邊關係。日本人自1862年開始在新加坡定居。在第二次世界大戰期間，日本亦曾佔領新加坡。日本在新加坡獨立當天便承認其獨立，並在1966年4月26日與其建交。

## 歷史
第一位在新加坡定居的日本人是在山本音吉，他在1862年開始在新加坡定居。明治维新開始之後，也有大批日本人在1870年代移居新加坡。早期移居新加坡日僑以妓女為主，她們被稱為「唐行小姐」，而首位移居新加坡的日本妓女則在1870年或1871年抵達當地，而日本亦在1879年開始向新加坡派駐名譽領事。直至1889年，在當地工作的日本妓女人數達到134人，而日本同年亦在新加坡設立領事館。第一次世界大戰爆發後，歐洲商品受到戰爭影響而無法入口新加坡，因此日本成為當時新加坡的主要進口來源地，故日裔新加坡人在當地的經貿活動亦改為以零售及國際貿易為主。而這些日裔新加坡人亦在1915年成立新加坡日本人會。
1942年2月9日，日軍入侵新加坡，新加坡戰役爆發。2月14日，日軍在新加坡英軍醫院（今亞歷山大醫院）殺害了150至200名醫院職員和病人。2月15日，當時統治新加坡的英國投降，日本佔領新加坡，並將新加坡易名為有「南方之光」含意的「昭南島」。新加坡被日本佔領期間，日軍以尋找反日份子為由展開肅清大屠殺，並在當地殺害了約5萬名華人。第二次世界大戰結束後，所有日裔新加坡人都在1947年被遣返日本。1952年，日本在新加坡設立總領事館。1950年代末，新加坡政府放寬日籍人士的入境限制，亦因此吸引日資公司在新加坡設立辦事處。這些移居新加坡的日僑其後在1957年重新成立新加坡日本人會。
新加坡自治邦總理李光耀曾在1962年訪日，為首位訪問日本的新加坡政府首腦，他其後在1968年首次以獨立國家總理的身份到訪日本。1965年8月9日新加坡獨立後，日本當天便承認其獨立，並在翌年4月26日與其建交。日本首相佐藤榮作隨後在1967年訪問新加坡，為日本首相首次訪新。1968年，新加坡在日本設立大使館。自1970年代起，由於日資公司陸續在東南亞設立廠房，使新加坡日僑數目亦因此上升。
2006年，日本天皇明仁訪問新加坡，為日本天皇首次訪新。2009年，新加坡總統塞拉潘·納丹成為首位訪問日本的新加坡總統，他亦成為首位探訪廣島原子彈爆炸受難者的外國國家元首。2015年3月李光耀逝世後，日本首相安倍晉三親赴新加坡參加其喪禮。

## 經貿關係
- 新加坡到日本的出口貿易[15]
- 日本到新加坡的出口貿易[16]

1972年，日本曾有償援助新加坡127.4億日圓，並在1987年前無償援助新加坡31.17億日圓。1998年，兩國間的技術協作計劃收入達215.92億日圓。兩國在2002年簽訂《日本－新加坡經濟提攜協定》，並在2007年簽訂該協定的修訂協議。
根據經濟複雜性研究中心網站上的數據，新加坡對日本的出口額在1995年至1996年間徘徊在60億美元左右，在1998年跌至約40億美元，其後在2000年回升至70億美元。2001年至2008年間，新加坡對日本的出口額大致在60億美元至80億美元之間，其後在2009年跌至50億美元，但在翌年回升至原有水平。新加坡主要向日本出口機械、化工產品和食品。
日本對新加坡的出口額在1995年至1998年間呈下降趨勢，其後在2000年回升至約220億美元的水平，但在兩年後下跌至約130億美元。此後，日本對新加坡的出口額呈上升趨勢，並曾在2011年達約260億美元的新高，但曾在2009年和2012年下跌。日本主要向新加坡出口機械及精煉石油。

## 文化關係
1994年，新加坡和日本建立「日本－新加坡夥伴計劃」，並在1997年合資建立「21世紀日本－新加坡夥伴計劃」，向第三國提供技術合作。2007年，日本與新加坡簽訂《21世紀日本－新加坡夥伴計劃新框架諒解備忘錄》，並確定強化21世紀日本－新加坡夥伴計劃的方向性以協助東盟一體化。2014年，新加坡外交部長尚穆根與日本外務大臣岸田文雄舉行會談，決定增加引進來自東盟以外國家的研修人員數目。截至2015年，21世紀日本－新加坡夥伴計劃共有來自95個國家或地區的6400人參與，並在每年舉行了10~15次研修培訓。
2007年，日本首相安倍晉三和新加坡總理李顯龍舉行首腦會談期間同意在新加坡設立「日本創意中心」，以推廣日本文化，並由李顯龍和其後出任日本首相的鳩山由紀夫於2009年11月揭幕。
2017年2月15日，為紀念新加坡被日本佔領75週年，新加坡國家圖書館管理局舉行「昭南畫廊：戰爭及其遺產」展覽，但因命名問題而引發部份新加坡民眾抗議。其後新加坡通訊及新聞部長雅國就此事公開致歉，並將展覽名稱改為「日本佔據下的幸存」。

## 外交代表

### 新加坡駐日大使
1. 洪國平（1968–1971年）
2. 黎經富（1971–1972年）
3. 黃望青（1973–1980年）
4. 黃金輝（1980–1984年）
5. 李炯才（1984–1988年）
6. 鄭東發（1988–1991年）
7. 林振明（1991–1997年）
8. 周大思（1998–2004年）
9. 陳振忠（2004–2012年）
10. 陳燮榮（2012–2017年）
11. 呂德耀（2017–2019年）
12. 陈海泉（2019–2023年）

## 外部連結
- 新加坡駐日本大使館 （页面存档备份，存于）
- 日本駐新加坡大使館 （页面存档备份，存于）